# Ricky Calzada
Ricardo Calzada Benoit, detto Ricky (Santurce, 4 settembre 1953), è un ex cestista portoricano.

## Carriera
Con Porto Rico ha disputato i Giochi olimpici di Monaco 1972.